# Виа Кампана
Виа Кампана (на латински: Via Campana; на италиански: Via Antica Consolare campana) е римски път на Римската империя. Той започва от Флавийския амфитеатър на град Поцуоли, минава през град Куалиано в провинция Неапол и свършва до Виа Апия до град Джуляно ин Кампания.
На Арвалските братя било забранено да поставят съдове от желязо в свещената гора до Виа Кампана.